# Franciaország az 1956. évi téli olimpiai játékokon
Franciaország az olaszországi Cortina d’Ampezzóban megrendezett 1956. évi téli olimpiai játékok egyik részt vevő nemzete volt. Az országot az olimpián 6 sportágban 32 sportoló képviselte, akik érmet nem szereztek.

## Alpesisí
Férfi
| Versenyző        | Versenyszám      | 1. futam | 1. futam | 2. futam | 2. futam | Összesítés | Összesítés |
| Versenyző        | Versenyszám      | Idő      | Hely.    | Idő      | Hely.    | Idő        | Helyezés   |
| ---------------- | ---------------- | -------- | -------- | -------- | -------- | ---------- | ---------- |
| François Bonlieu | Óriás-műlesiklás |          |          |          |          | 3:11,8     | 9.         |
| Charles Bozon    | Lesiklás         |          |          |          |          | 3:01,9     | 8.         |
| Charles Bozon    | Műlesiklás       | 1:32,3   | 10.*     | 1:53,9   | 7.       | 3:26,2     | 7.         |
| Charles Bozon    | Óriás-műlesiklás |          |          |          |          | 3:08,4     | 5.         |
| René Collet      | Lesiklás         |          |          |          |          | kizárták   | kizárták   |
| Adrien Duvillard | Lesiklás         |          |          |          |          | kizárták   | kizárták   |
| Adrien Duvillard | Műlesiklás       | 1:27,5   | 2.       | 2:51,4   | 54.      | 4:18,9     | 38.        |
| Adrien Duvillard | Óriás-műlesiklás |          |          |          |          | 3:07,9     | 4.         |
| Gérard Pasquier  | Műlesiklás       | 1:31,0   | 7.       | 1:53,6   | 4.**     | 3:24,6     | 6.         |
| Gérard Pasquier  | Óriás-műlesiklás |          |          |          |          | 3:25,6     | 30.        |
| Bernard Perret   | Műlesiklás       | 1:31,7   | 8.       | 1:54,6   | 9.       | 3:26,3     | 8.         |
| André Simond     | Lesiklás         |          |          |          |          | kizárták   | kizárták   |

Női
| Versenyző       | Versenyszám      | 1. futam | 1. futam | 2. futam | 2. futam | Összesítés    | Összesítés    |
| Versenyző       | Versenyszám      | Idő      | Hely.    | Idő      | Hely.    | Idő           | Helyezés      |
| --------------- | ---------------- | -------- | -------- | -------- | -------- | ------------- | ------------- |
| Marysette Agnel | Lesiklás         |          |          |          |          | 1:52,4        | 21.           |
| Marysette Agnel | Műlesiklás       | 58,2     | 6.*      | 1:00,6   | 13.*     | 1:58,8        | 9.            |
| Marysette Agnel | Óriás-műlesiklás |          |          |          |          | 1:59,4        | 8.            |
| Edith Bonlieu   | Lesiklás         |          |          |          |          | nem ért célba | nem ért célba |
| Madeleine Front | Lesiklás         |          |          |          |          | 1:53,6        | 24.           |
| Madeleine Front | Óriás-műlesiklás |          |          |          |          | 2:02,3        | 14.**         |
| Muriel Lip      | Műlesiklás       | kizárták | kizárták | kiesett  | kiesett  | kiesett       | kiesett       |
| Paule Moris     | Műlesiklás       | 1:13,9   | 28.*     | 1:01,7   | 16.      | 2:15,6        | 18.*          |
| Paule Moris     | Óriás-műlesiklás |          |          |          |          | 2:02,5        | 18.           |
| Josette Nevière | Lesiklás         |          |          |          |          | 1:49,2        | 8.            |
| Josette Nevière | Műlesiklás       | 1:00,3   | 13.      | 58,0     | 3.       | 1:58,3        | 8.            |
| Josette Nevière | Óriás-műlesiklás |          |          |          |          | 2:00,8        | 10.           |

* - egy másik versenyzővel azonos eredményt ért el

** - két másik versenyzővel azonos eredményt ért el

## Bob
| Versenyző                                                  | Versenyszám | 1. futam      | 1. futam      | 2. futam | 2. futam | 3. futam | 3. futam | 4. futam      | 4. futam      | Összesítés | Összesítés |
| Versenyző                                                  | Versenyszám | Idő           | Hely.         | Idő      | Hely.    | Idő      | Hely.    | Idő           | Hely.         | Idő        | Helyezés   |
| ---------------------------------------------------------- | ----------- | ------------- | ------------- | -------- | -------- | -------- | -------- | ------------- | ------------- | ---------- | ---------- |
| André Robin Lucien Grosso                                  | Kettes      | nem ért célba | nem ért célba | kiesett  | kiesett  | kiesett  | kiesett  | kiesett       | kiesett       | kiesett    | kiesett    |
| André Donnert Serge Giacchini                              | Kettes      | 1:27,41       | 19.           | 1:26,83  | 17.*     | 1:27,41  | 18.      | nem ért célba | nem ért célba | kiesett    | kiesett    |
| André Robin Pierre Bouvier Jacques Panciroli Lucien Grosso | Négyes      | 1:20,00       | 13.           | 1:21,25  | 19.      | 1:20,95  | 13.      | 1:21,63       | 17.           | 5:23,83    | 18.        |

* - egy másik csapattal azonos eredményt ért el

## Gyorskorcsolya
| Versenyző      | Versenyszám | Eredmény | Helyezés |
| -------------- | ----------- | -------- | -------- |
| Raymond Gilloz | 500 m       | 43,2     | 25.**    |
| Raymond Gilloz | 1500 m      | 2:17,7   | 34.      |
| Raymond Gilloz | 5000 m      | 8:32,5   | 35.      |

** - két másik versenyzővel azonos eredményt ért el

## Műkorcsolya
| Versenyző      | Versenyszám  | Kötelező elemek   | Kötelező elemek | Kűr               | Kűr   | Összesítés                     | Összesítés                     | Összesítés                     | Összesítés                     | Összesítés                     | Összesítés                     | Összesítés                     | Összesítés                     | Összesítés                     | Összesítés                     | Összesítés                     | Összesítés        | Összesítés  | Összesítés | Összesítés |
| Versenyző      | Versenyszám  | Kötelező elemek   | Kötelező elemek | Kűr               | Kűr   | Helyezési pontszámok bírónként | Helyezési pontszámok bírónként | Helyezési pontszámok bírónként | Helyezési pontszámok bírónként | Helyezési pontszámok bírónként | Helyezési pontszámok bírónként | Helyezési pontszámok bírónként | Helyezési pontszámok bírónként | Helyezési pontszámok bírónként | Helyezési pontszámok bírónként | Helyezési pontszámok bírónként | Több. hely. száma | Hely. össz. | Pont       | Helyezés   |
| Versenyző      | Versenyszám  | Több. hely. száma | Hely.           | Több. hely. száma | Hely. | 1                              | 2                              | 3                              | 4                              | 5                              | 6                              | 7                              | 8                              | 9                              | 10                             | 11                             | Több. hely. száma | Hely. össz. | Pont       | Helyezés   |
| -------------- | ------------ | ----------------- | --------------- | ----------------- | ----- | ------------------------------ | ------------------------------ | ------------------------------ | ------------------------------ | ------------------------------ | ------------------------------ | ------------------------------ | ------------------------------ | ------------------------------ | ------------------------------ | ------------------------------ | ----------------- | ----------- | ---------- | ---------- |
| Alain Giletti  | Férfi egyéni | 5×3+              | 4.              | 5×4+              | 4.    | 4,0                            | 5,0                            | 3,0                            | 5,0                            | 4,0                            | 3,0                            | 5,0                            | 4,0                            | 4,0                            |                                |                                | 6×4+              | 37,0        | 1436,75    | 4.         |
| Alain Calmat   | Férfi egyéni | 9×8+              | 8.              | 5×9+              | 9.    | 6,0                            | 10,0                           | 9,0                            | 10,0                           | 7,0                            | 9,0                            | 9,0                            | 9,0                            | 8,0                            |                                |                                | 7×9+              | 77,0        | 1335,19    | 9.         |
| Maryvonne Huet | Női egyéni   | 6×16+             | 17.             | 8×19+             | 19.   | 19,0                           | 16,0                           | 17,0                           | 16,0                           | 15,0                           | 17,0                           | 20,0                           | 18,0                           | 21,0                           | 18,0                           | 17,0                           | 6×17+             | 194,0       | 1521,34    | 17.        |

## Sífutás
Férfi
| Versenyző                                               | Versenyszám     | Eredmény | Helyezés |
| ------------------------------------------------------- | --------------- | -------- | -------- |
| Victor Arbez                                            | 15 km           | 57:38    | 52.      |
| Charles Binaux                                          | 30 km           | kizárták | kizárták |
| Benoît Carrara                                          | 15 km           | 53:41    | 22.      |
| René Mandrillon                                         | 30 km           | 1:52:18  | 22.      |
| Jean Mermet                                             | 15 km           | 53:40    | 20.*     |
| Paul Romand                                             | 15 km           | 57:11    | 50.      |
| Paul Romand                                             | 30 km           | 1:59:02  | 35.      |
| Victor Arbez René Mandrillon Benoît Carrara Jean Mermet | 4 × 10 km váltó | 2:24:06  | 6.       |

## Síugrás
| Versenyző        | 1. ugrás | 1. ugrás | 1. ugrás | 2. ugrás | 2. ugrás | 2. ugrás | Összesítés | Összesítés |
| Versenyző        | Távolság | Pont     | Hely.    | Távolság | Pont     | Hely.    | Pont       | Helyezés   |
| ---------------- | -------- | -------- | -------- | -------- | -------- | -------- | ---------- | ---------- |
| Régis Robert Rey | 65,0     | 82,0     | 49.      | 65,0     | 82,0     | 46.      | 164,0      | 48.*       |
| André Monnier    | 67,5     | 82,5     | 48.      | 66,0     | 85,0     | 43.      | 167,5      | 46.*       |
| Richard Rabasa   | 66,0     | 84,5     | 45.*     | 66,0     | 83,0     | 44.      | 167,5      | 46.*       |

* - egy másik versenyzővel azonos eredményt ért el